# 科尔瓦托
科尔瓦托，是西班牙加泰罗尼亚巴塞罗那省的一个市镇。总面积18平方公里，总人口2429人（2001年），人口密度135人/平方公里。